# Калікін Геннадій Георгійович
Генна́дій Гео́ргійович Калі́кін (9 лютого 1938, с. Повалиха, Алтайський край, РРФСР, СРСР — 2006), український співак (баритон). Народний артист Української РСР (1979).

## Життєпис
В Харкові поступив до авіаційного технікуму. Працював техніком по встановленні в літаках радіоапаратури, по пропозиції співробітника пішов на прослуховування в консерваторію.
Перебуваючи в Донецьку на гостині, відвідав оперний театр, диригент після прослуховування голосу студента відразу йому пропонує партію у спектаклі та запрошує на гастролі по СРСР — в театрі таких випадків ще не було.
Виконував 32 партії.
Соліст Донецького театру опери та балету.
У 1967 році закінчив Харківський інститут мистецтв ім. І. П. Котляревського, по тому й надалі — соліст Донецького театру опери та балету.
Його партії:
- Сергій («Крізь полум'я» — Губаренко),
- Микита («Ярослав Мудрий»- Мейтус),
- Ігор («Князь Ігор» — Бородін),
- Грязной («Царева наречена» — Римський-Корсаков),
- Жерар («Андре Шеньє» — Джордано).

17 років викладав на вокальній кафедрі, серед вихованців — Колеушко Дмитро, Соловйова Марія (Маріїнського театру солісти), Ігнатов Михайло (Севастополь). Учні чергували біля палати лічниці, де їх педагог проводив останні хвилі життя.